# 体细胞
体细胞（英文：somatic cell）是相对于生殖细胞的概念。這類細胞的遗传信息不会像生殖细胞那样遗传给下一代。高等生物的细胞大部分都是体细胞，除了精子和卵细胞以及它们的母细胞之外。体细胞產生的突變不会对下一代产生影响。在基因治疗中区分體細胞和生殖细胞尤为重要。

## 体细胞染色体数
体细胞的染色体数（somatic chromosome number）是指一般體細胞的染色體數量。经細胞分裂得出的生殖细胞一般為雙倍體，標示為「2n=數量」。例如在人类，体细胞是双倍体(具有两套完整的染色体组），而精子卵子则是单倍体（具有一套完整的染色体组）。而事實上，有相當數量物种的体细胞染色体数為其生殖細胞的四倍，甚或六倍。這導致其生殖細胞出現雙倍或三倍的染色體。一個很好的例子是我們現時食用的小麦（Triticum aestivum L.），其體細胞就是六倍體，即每個體細胞都有六份染色单体。